# Provincia di Tambopata

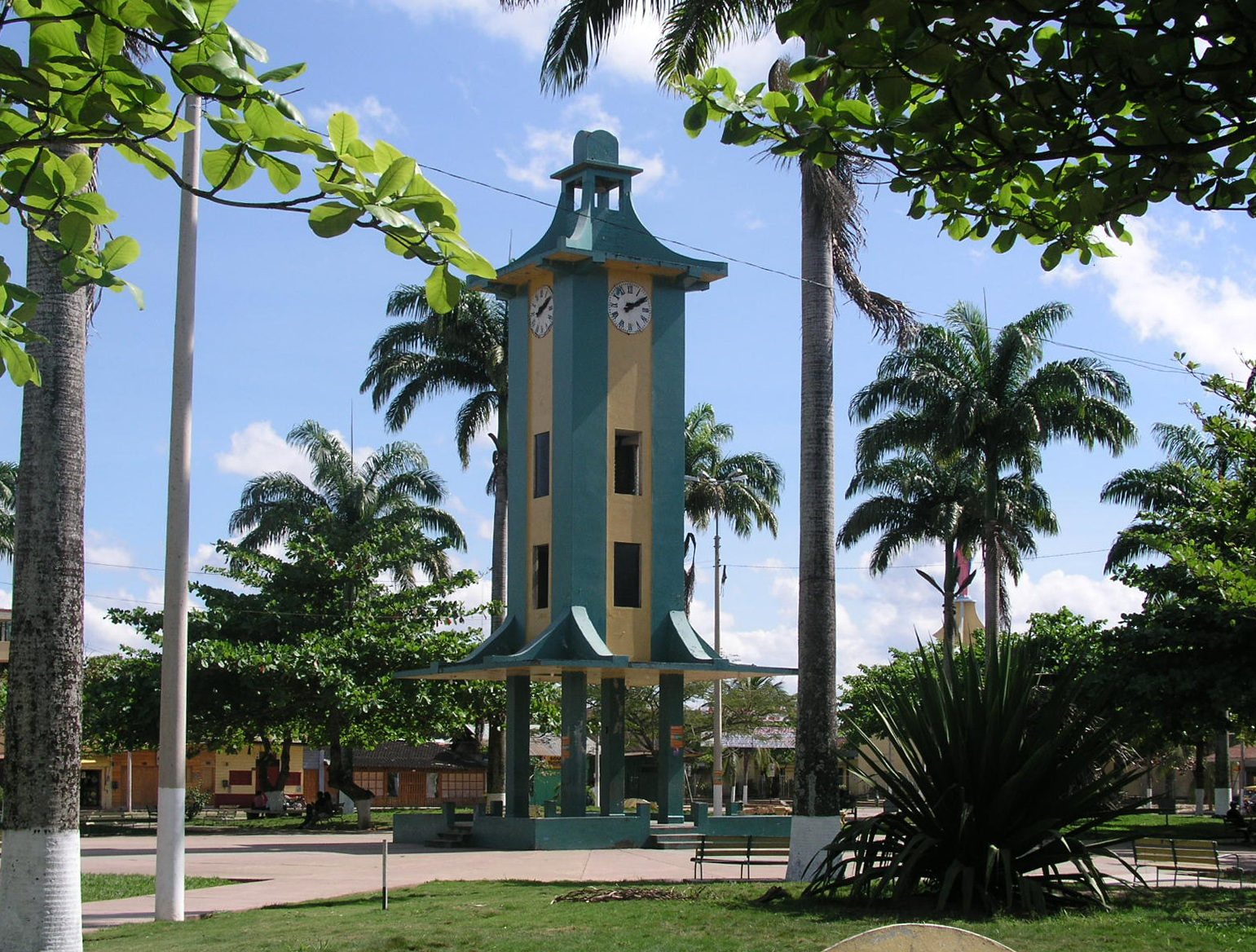
Puerto Maldonado

La provincia di Tambopata è una delle 3 province della regione di Madre de Dios, in Perù.

## Capoluogo e data di fondazione
Il capoluogo è Puerto Maldonado.
La provincia è stata istituita il 21 giugno 1925.

## Sindaco (Alcalde)
- Francisco Keler Rengifo Khan (2019-2022)
- Luis Alberto Bocángel Ramírez (2007-2010)

## Superficie e popolazione
- 36268,49 km²
- 67 632 abitanti (nel 2005)

## Provincie confinanti
Confina a nord con la provincia di Tahuamanu; a est con la Bolivia; a sud con la provincia di Manu e con la regione di Puno e a ovest con la regione di Ucayali.

## Geografia antropica

### Suddivisioni amministrative
Essa è divisa in quattro distretti  (comuni)
- Inambari
- Las Piedras
- Laberinto
- Tambopata